# 梅拉尼亞山
78°7′S 166°8′E / 78.117°S 166.133°E
梅拉尼亞山（英語：Mount Melania），是南極洲的山峰，位於羅斯群島的布萊克島北端，海拔高度330米，由英國的探險隊首次踏足，現時由南極條約體系管理。